# Burniston
Burniston – wieś w Anglii, w hrabstwie North Yorkshire, w dystrykcie (unitary authority) North Yorkshire. Leży 58 km na północny wschód od miasta York i 314 km na północ od Londynu. W 2001 miejscowość liczyła 1389 mieszkańców.